# Diacatorce (álbum)
Diacatorce es el primer y único álbum de estudio de la banda de rock y punk chilena Diacatorce, lanzado en 2000 bajo el sello independiente Quemasucabeza.

## Lista de canciones
| Diacatorce |                                 |          |  |
| N.º        | Título                          | Duración |  |
| 1.         | «Opresión»                      |          |  |
| 2.         | «Habitación»                    |          |  |
| 3.         | «Muñeca»                        |          |  |
| 4.         | «La lavadora»                   |          |  |
| 5.         | «Niña en el infierno»           |          |  |
| 6.         | «Respeta el silencio»           |          |  |
| 7.         | «Flores e ideales»              |          |  |
| 8.         | «El Metro»                      |          |  |
| 9.         | «Tan tan»                       |          |  |
| 10.        | «La inteligencia de mi hermano» |          |  |
| 11.        | «África»                        |          |  |
| 12.        | «Fosas»                         |          |  |

## Créditos
Intérpretes
- Susana Cortés: voz, bajo y batería
- Carolina García: voz, batería y bajo
- Alondra Verdi: voz
- Bernardo Naranjo: guitarra